# Paratriaenops pauliani
Paratriaenops pauliani — є одним з видів кажанів родини Hipposideridae.

## Поширення
Країни поширення: Сейшельські острови. 